# Kimbo Slice
Kevin Ferguson, também conhecido como Kimbo Slice (Nassau, 8 de fevereiro de 1974 — Flórida, 6 de junho de 2016), foi um lutador de lutas de rua (street fighter) e de MMA, que ficou conhecido por ter vídeos de lutas suas, nas ruas dos Estados Unidos da América, divulgadas na internet.
Suas lutas assemelham-se a um boxe de rua, onde não são usados luvas, e também não há limite de tempo ou rounds. Sua fama com essas lutas foi tanta que a revista Rolling Stone americana o apelidou de "O Rei dos lutadores da Web" Por conta disso, ele conseguiu a proeza de ser o segundo atleta da história do MMA a ilustrar a capa da revista ESPN Magazine, o que aconteceu em maio de 2007. Antes dele, apenas Chuck Liddell atingiu tal feito e depois de uma vida dedicada ao MMA.
Profissionalizando-se, Kimbo Slice treinava com o mestre das artes marciais e famoso no circuito mundial de lutas MMA, Bas Rutten, e chegou a fazer oito lutas como profissional. Ele treinava na American Top Team, e participou do Reality Show TUF 10, onde foi derrotado por Roy "Big Country" Nelson, que posteriormente venceu o Reality Show. No evento que decidiu o vencedor do Reality, Kimbo lutou contra Houston Alexander e venceu por decisão dos juízes numa luta morna.
Ele era primo de Rhadi Ferguson, lutador membro da equipe olímpica de judô dos EUA.

## Biografia
Ainda criança, Kimbo emigrou das Bahamas para os EUA com sua mãe e dois irmãos. Com o pai, nunca teve muito contato. Em 1992, com 18 anos, Kimbo jogava futebol americano na Miami Palmetto High, como um promissor middle linebacker, sonhando com a possibilidade de conseguir uma bolsa para uma universidade. No entanto, o furacão Andrew atingiu a costa da Flórida e destruiu a casa e as expectativas do jovem Kimbo. A temporada de futebol de seu colégio foi comprometida, sendo encurtada e acabando com as chances de conseguir uma bolsa de estudos.
Ele ainda tentou a carreira de jogador na universidade de Bethune-Cookman, mas acabou fracassando. Em 1994, passou a morar no banco de trás de um Nissan Pathfinder, ano 87, abandonado e sem rodas.
Durante um mês, ele arrumou emprego como motorista de limosine para uma boate, e de segurança das empresas pornográficas InTheVip e M.I.L.F. Hunter (ambos de propriedade do rapper Rick Ross).
As brigas em quintais de casas passaram a ser constantes. Ao perceber que Kimbo era bom de briga, um amigo teve a ideia de organizar lutas com grana em jogo e lançar na internet. Foi aí que Kevin Ferguson passou a adotar seu apelido de infância, Kimbo, em vez de seu nome real. E a construir a reputação de brigador. Começava ali a fama de Kimbo "Slice".
| “ | "Eu não sabia aonde iria com isso, fazia para ganhar algum dinheiro e colocar comida na mesa. Esse era o propósito. Ainda hoje luto por aquele dinheiro." | ” |

### Carreira no Mundo das Lutas

#### Brigas de Rua
Kimbo Slice ganhou fama de brigador ao aparecer no youtube, surrando 20 oponentes entre 2003 e 2006. Eram lutas sem luvas e só valia dar socos. Ganhava quem ficava em pé. Como lutador de rua houve o conhecimento de oito participações de Kimbo Slice em combates. Provavelmente deve ter lutado mais, porém, são oito os vídeos que foram divulgados. Destas lutas, a mais famosa foi contra Sean Gannon, ocorrida em 2004. Até o final de 2008, o vídeo da luta no youtube já tinha mais de 5,5 milhões de visualizações. Em uma disputa super equilibrada, os dois se engalfinharam por cerca de dez minutos, com direito a pedido de tempo para respirar. Só que gás nunca foi o forte de Kimbo, e ele se viu obrigado a desistir após mal conseguir andar.
O "Slice" de seu apelido foi lhe dado após sua primeira luta, contra Big D. Por ter deixado um corte profundo no olho direito de seu oponente, seus fãs lhe deram este apelido (Slice, em português, quer dizer, "fatiar, talhar"). Kimbo era seu apelido de infância.
O cartel de Kimbo Slice, nestas lutas, é o seguinte:
| Oponente       | Estatura   | Peso em Libras | Luta | Vencedor                             |
| (Big D)        | 6 ft 1 in  | 270            | #1   | Kimbo, por desistência do adversário |
| Rasta (Dreads) | 6 ft 0 in  | 240            | #2   | Kimbo, por nocaute com um gancho     |
| Sean Gannon    | 6 ft 3 in  | 265            | #3   | Gannon, por nocaute técnico          |
| Afro Puff      | 6 ft 5 in  | 300            | #4   | Kimbo, por desistência do adversário |
| Big Mac        | 5 ft 11 in | 300            | #5   | Kimbo, por nocaute técnico           |
| Adryan         | 6 ft 1 in  | 240            | #6   | Kimbo, por nocaute                   |
| The Bouncer    | 6 ft 3 in  | 300            | #7   | Kimbo, por nocaute                   |
| Chico          | 6 ft 4 in  | 240            | #8   | Kimbo, por nocaute                   |
| Ray Mercer     | 6 ft 1 in  | 240            | #9   | Kimbo                                |

Estatura em polegadas.

##### Rixa comDada 5000
Dada 5000 foi segurança particular e sparring de Kimbo Slice, quando este procurava briga nas ruas de Miami.
Segundo consta, num dos treinamentos de Kimbo, Dada, como sparring, o surrou. E surraria mais vezes depois da primeira vez. Tentando a fama, Dada pedia as fitas destas lutas, mas o staff de Kimbo nunca as liberava. Assim, os 2 se tornaram desafetos.
Após este episódio, Dada se tornou um dos principais organizadores das brigas de rua, virando, então, num concorrente de Kimbo neste ramo. Para promover estes eventos, Dada montou um ringue no quintal da casa da mãe, e criou uma empresa informal chamada "Battle Ground Extreme Fight Corporated."

#### Carreira no MMA Profissional
Sua fama na internet lhe rendeu um contrato com o Cage Fury Fighting Championships. Ele lutou uma única vez nesse evento, em junho de 2007, quando aplicou um estrangulamento para derrotar o veterano do boxe Ray Mercer, ex-campeão peso-pesado olímpico e da Organização Mundial de Boxe. Foi uma luta de "exibição", portanto não contou para o currículo de ambos.

##### EliteXC
Pouco tempo depois, Kimbo foi escalado para fazer parte do plantel de lutadores do Elite XC, primeira organização profissional de MMA a selar contrato com um canal de TV aberta nos Estados Unidos, a CBS.
A estreia de Slice no evento foi marcada para 10 de novembro de 2007 contra Mike Bourke, um brigador de rua, que acabou se machucando e dando lugar a Bo Cantrell. Cantrell comentou que seu oponente não estaria preparado para encarar um atleta de verdade. Ele prometeu derrotar Kimbo, mas acabou nocauteado em 19 segundos.
Em fevereiro de 2008, ele enfrentou Tank Abbott, um veterano do MMA com um passado ligado a lutas de rua e, principalmente, a brigas em bares. O combate começou empolgante, com Slice dando um knockdown com menos de 20 segundos, mas foi advertido por bater na nunca do seu adversário, mas voltou e deu uma surra que durou apenas 43 segundos.
Sua terceira luta no evento foi contra o inglês James ”The Colossus” Thompson, veterano do Pride. Gary Shaw, presidente do evento, agendou esta como a luta principal do evento, que ficou marcado na história por ser primeiro torneio de MMA transmitido pela TV aberta na história dos Estados Unidos. Com isso, o EliteXC Primetime garantiu a maior audiência até então de uma luta de MMA (seria superado mais tarde polo UFC on Fox 1). Mais de 7,2 milhões de espectadores viram o combate entre Kimbo e o inglês. Thompson ganhou os dois primeiros rounds apostando no ponto fraco de Kimbo. Mas no terceiro round, Kimbo começa a aplicar fortes socos no inglês, que acaba ficando com a orelha praticamente estourada e fica tontinho, o que faz o árbitro Dan Miragliotta interromper o combate em uma das paradas mais toscas da história. Apesar de uma boa sequência de socos na face de Thompson, que ficou grogue, mas ainda de pé e consciente, o juiz interrompeu o combate e deu a vitória por nocaute técnico a Kimbo. Por isso, sonoras vaias vieram do publico presente na luta.
O EliteXC já via o sucesso de Kimbo conquistando a audiência sensacional na luta contra Thompson, e decide colocar o seu maior astro contra Ken Shamrock. Porém, horas antes do combate, Shamrock bateu a testa na cabeça de um parceiro de treino. A pancada lhe rendeu alguns pontos sobre a sobrancelha e seu corte do evento. Slice, então, optou por lutar contra Seth Petruzelli, que inicialmente lutaria no card preliminar do evento. Apesar do improviso, o combate entre Kimbo e Petruzelli gerou a terceira maior audiência da historia do MMA até então, com mais de 6,4 milhões de espectadores. No combate, Seth conseguiu um soco de direita que derrubou Kevin Ferguson e precisou de apenas mais alguns socos pra decretar a primeira derrota do Bahamense.
Dias depois desta luta, a Comissão Atlética da Flórida abriu uma investigação sobre influências indevidas de representantes de eventos em lutas, em especial nas de Kimbo.
Por conta disso, além de ter a sua maior estrela nocauteada brutalmente, Petruzelli revelou que o EliteXC o ofereceu dinheiro para não aplicar quedas em Slice e manter a luta em pé, onde o brigador teria mais chances de vencer. Afundando em dívidas superiores a US$ 50 milhões, o EliteXC decretou falência poucas semanas depois do vexame de seu maior astro.

##### UFC
Com o fim do EliteXC, diversas organizações foram "às compras" em busca de reforços, e Dana White partiu atrás de Kimbo. Mesmo sempre sofrendo críticas de Dana White, Kimbo foi chamado pelo mesmo para participar do The Ultimate Fighter 10.
| “ | "O que este cara fez para merecer estar no UFC? Nada. Eu não o considero um atleta de verdade ou nada disso. Ele não venceria o The Ultimate Fighter (TUF). A oferta está de pé, se ele quiser aceitar, e ele não vencerá." | ” |

Após aceitar o convite, Kimbo foi a primeira escolha do time de Rampage Jackson.
Slice enfrentou Roy Nelson — que se sagraria vencedor da edição — na primeira fase e conseguiu a maior audiência da história do TUF, mas foi derrubado no segundo round e nocauteado no ground and pound.
Mesmo com a derrota, Kimbo assinou com o UFC e fez a sua luta de estreia contra Houston Alexander no TUF 10 Finale. O combate foi deprimente e mais marcado por uma linda derrubada aplicada por Slice, que venceu na decisão unânime dos juízes.
Com a vitória, Slice teve a oportunidade de lutar num card de PPV contra Matt Mitrione no UFC 113. O resultado foi um nocaute técnico via ground and pound de Mitrione no segundo round, que acabou culminando com a demissão de Kimbo. Na coletiva de encerramento deste UFC, Dana White afirmou que provavelmente esta seria a última apresentação de Kimbo em um evento do UFC. No dia seguinte foi confirmado que Kimbo Slice não mais faria parte da grade de lutadores do UFC.
Kimbo, então, decidiu se aposentar do MMA. Após analisar algumas propostas para voltar a lutar, ele chegou a anunciar que se dedicaria à carreira de boxeador profissional, mas como não conseguiu agendar nenhum combate, ele decidiu assinar contrato com uma empresa de Professional Wrestling.

#### Carreira noProfessional Wrestling
A luta de Kimbo contra o lutador de sumô Wakakirin Shinichi no Professional Wrestling foi agendada para acontecer no dia 5 de fevereiro de 2011, e foi a mais aguardada do evento Inoki Genome Federation, que acontece no Japão.
Dias antes da luta, Slice anunciou sua desistência por ter se machucado durante o treinamento, e foi substituído por Bob Sapp.
Em uma entrevista dada em 2016 para o site da WWE, o ex-lutador Tommy Dreamer revelou que, na época em que ele estava trabalhando com a WWE Relações Talent, ele fez uma proposta para que a franquia WWE assinasse com Kimbo Slice. Essa proposta foi feita no início dos anos 2000 e quase teve sua proposta aceita. Dreamer disse: "Seu empresário me mandou uma fita VHS muito impressionante. Eu fiquei totalmente admirado com o que eu estava vendo."

#### Carreira no Boxe
No dia 10 de Agosto de 2010, Slice anunciou sua intenção de virar lutador de boxe.
Após saber da notícia, o pugilista Roy Jones, Jr. se prontificou a ser um de seus desafiantes. Mas ele disse que só lutaria com Slice após este ganhar experiência e exposição no esporte.
A primeira luta profissional de boxe de Slice aconteceu no dia 13 de Agosto de 2011. Kimbo enfrentou o veterano de 39 anos James Wade (0-1), numa luta programada para ter 4 rounds, no Buffalo Run Casino, em Miami, Oklahoma.
Sobre esta luta, seu empresário, Jared Shaw, deu a seguinte declaração:
| “ | "Assim como no MMA, Kimbo Slice está andando com um alvo nas suas costas. Seus adversários sabem que eles podem ficar conhecidos no mundo inteiro se o derrubarem. Para Kimbo, é uma estreia no boxe profissional. Para James Wade, é uma luta pelo título." | ” |

Slice venceu seu oponente via KO com apenas 10 segundos de luta.
No dia 15 de Outubro, Slice fez sua segunda luta. Seu desafiante foi Tay Bledsoe (2-3). Kimbo novamente venceu por KO no primeiro round.
Sua terceira luta ocorreu no dia 30 de Dezembro, quando ele venceu Charles Hackmann (0-1) por decisão unânime dos juízes, vencendo 3 dos 4 rounds.
Sua 4a luta foi contra Brian Green, no evento de luta Fight Night Returns no O'Reilly Family Event Center no dia 24 de Março de 2012. Nesta luta Kimbo Slice protagonizou uma das vitorias mais apuradas vistas ultimamente. Após perder os três primeiros rounds contra seu adversário, e faltando apenas 3 segundos para finalizar o ultimo round, Kimbo Slice nocauteou Green.
Sua 5a luta foi contra Jesse Porter, realizada em 12 de maio de 2012. A luta durou apenas dez segundos e mostrou um oponente acuado que não tentou dar um golpe sequer. Esta facilidade com que venceu 4 dos seus 5 desconhecidos rivais acabou levantando suspeitas sobre a veracidade das disputas.
Em sua 6a luta, mais um nocaute no primeiro round. Desta vez, a luta foi contra Howard Jones.
Sua 7a e última luta no boxe ocorreu na Australia, como uma das lutas preliminares entre Anthony Mundine x Daniel Geale, marcada para o dia 30 de Janeiro de 2013. Slice venceu Shane Tilyard (6-6) por TKO no segundo round.
No dia 20 de janeiro de 2014, em entrevista ao site ‘mmafighting’, seu empresário, Jared Shaw, admitiu que a carreira de Slice como lutador de boxe estava chegando ao fim.
| “ | “Slice deixou os treinos de boxe devido a algumas lesões. Para estar entre os melhores do mundo no boxe, ele teria que trabalhar o dobro do que ele estava acostumado, e ele não foi capaz chegar ao padrão que queria. Acho que os dias de Kimbo Slice como lutador chegaram ao fim.” | ” |

#### Retorno ao MMA
Depois de 2 anos se dedicando ao boxe, e com um cartel de 7 vitórias (6 por nocaute) em 7 lutas, Kimbo retornava ao MMA.
Em janeiro de 2015, após praticamente 5 anos afastado do MMA, Slice, então com 41 anos, assinava um contrato com o Bellator MMA, conforme noticiado pelo site MMAFighting.
De acordo com o site do Bellator MMA, Kimbo informou estar feliz pelo retorno e que resolveu subir novamente ao octógono porque tem “fome” de lutar contra os melhores do mundo.

##### Bellator MMA
Sua primeira luta no retorno ao MMA foi marcada para ser o evento principal do Bellator 138 contra o veterano do MMA Ken Shamrock, de 51 anos. O ex-campeão do UFC se aproveitou das já conhecidas falhas de Slice na luta agarrada, e o derrubou, ficando por cima das costas do rival, fechando um mata-leão. A luta parecia encerrada, mas Slice suportou a pressão, se livrou de Shamrock e aplicou um nocaute rápido.
Sua segunda luta no evento foi no Bellator 149, no dia 19 de fevereiro de 2016, contra seu desafeto Dada 5000. O Bellator 149 apostou na rixa entre os dois como o "co-main event".
Na pesagem do evento, ocorrida no dia anterior, os dois se estranharam, e, para evitar problemas, a organização não promoveu a tradicional encarada entre eles.
O duelo entre os dois pesos-pesados, apesar de ambos mostrarem total falta de preparo físico para um evento deste porte, foi até o terceiro round, e acabou com Dada, exausto, caindo no cage sem sequer levar algum golpe contundente que justificasse tal movimento. O árbitro "Big" John McCarthy decretou vitória de Kimbo por nocaute.
A luta deles recebeu inúmeras críticas, a maioria delas por conta a falta de preparo físico, de técnica e de ação de ambos. Muitos sites definiram o combate como "constrangedor".
Mesmo com as críticas recebidas, esta luta rendeu a maior audiência da história do Bellator, com a incrível marca de 2,5 milhões de pessoas assistindo, mais até que o duelo principal do evento (Royce Gracie x Ken Shamrock), que teve 100 mil pessoas a menos na frente dos televisores.
A derrota trouxe sérias consequências para Dada 5000, que teve de ser retirado de maca do cage. Ainda na arena, ele recebeu oxigênio, e foi encaminhado diretamente para o hospital. Segundo o site "Bleacher Report", Harris teria sofrido uma parada cardíaca.
Apesar de ter aplicado um nocaute no rival, a luta teria seu resultado alterado mais tarde para No Contest, já que ambos os lutadores caíram no antidoping.
A terceira luta de Kimbo no Bellator estava marcada para a edição 158, dia 16 de julho de 2016, em Londres, na Inglaterra, quando enfrentaria James Thompson. Mas no dia 06 de junho, Kimbo veio a falecer.
| “ | "Estamos comovidos e tristes com a devastadora e inesperada perda de Kimbo Slice, um amado membro da família Bellator." | ” |

### Morte
Kimbo Slice morreu na cidade americana de Coral Springs, Flórida, em 6 de junho de 2016 (uma segunda-feira), devido a complicações cardíacas. O lutador havia sido internado horas antes. 
Informações do jornal Sun Sentinel, da Flórida, dão conta que Kimbo Slice foi internado no Northwest Medical Center, em Margate, na Flórida, 3 dias antes de sua morte. Ele reclamava de dores na região abdominal, dificuldade para respirar e náuseas. Submetido a exames, ficou constatado um tumor no fígado, além de problemas cardíacos antigos. Por conta disso, ele foi internado na unidade de tratamento intensivo (UTI) do hospital e os médicos apontaram a necessidade de um transplante de coração.

### Estilo de Luta e Legado
Por ser um brigador de rua, Kimbo tinha algum boxe desenvolvido, mas ficou conhecido por sua força bruta e vigor físico Por isso, muito da sua fama deveu-se à sua aparência intimidatória aliada à sua eficácia em aplicar golpes.
Ele estudou artes marciais mistas (MMA) antes de se iniciar em combates organizados e nunca escondeu ser um praticante com pouca técnica. Sempre foi honesto com os fãs da modalidade sobre as suas habilidades de combate e atribuía o seu sucesso na modalidade sobretudo à sua força.
Segundo o site UFC.com.br "Kimbo foi uma sensação da internet, que ficou conhecido por causa de uma série de vídeos de luta de rua que estouraram no Youtube. Mesmo quando fez a transição para os combates sancionados do MMA e boxe, ele manteve sua popularidade inicial não apenas por conta de seu estilo de luta, mas também por sua personalidade e carisma. Kimbo não se colocava acima de todos os outros. Ele era um homem comum."

## Cartéis

### Cartel no MMA
| Cartel no MMA   |            |            |
| 8 lutas         | 5 vitórias | 2 derrotas |
| Por nocaute     | 3          | 2          |
| Por finalização | 1          | 0          |
| Por decisão     | 1          | 0          |
| No contest      | 1          | 1          |

| Res.    | Cartel  | Oponente          | Método                  | Evento                                    | Data       | Round | Tempo | Local                 | Notas |
| ------- | ------- | ----------------- | ----------------------- | ----------------------------------------- | ---------- | ----- | ----- | --------------------- | --- |
| NC      | 5-2 (1) | Dada 5000         | Sem Resultado           | Bellator 149                              | 20/02/2016 | 3     | 1:32  | Houston, Texas        | Originalmente, Kimbo venceu seu oponente via nocaute. Porém, como ambos os lutadores caíram no antidoping, o resultado da luta foi alterado. |
| Vitória | 5-2     | Ken Shamrock      | Nocaute Técnico (socos) | Bellator 138                              | 19/06/2015 | 1     | 2:22  | St. Louis, Missouri   | Estréia no Bellator. |
| Derrota | 4-2     | Matt Mitrione     | Nocaute Técnico (socos) | UFC 113: Machida vs. Shogun 2             | 08/05/2010 | 2     | 4:24  | Montreal, Quebec      | |
| Vitória | 4-1     | Houston Alexander | Decisão (unânime)       | The Ultimate Fighter: Heavyweights Finale | 05/12/2009 | 3     | 5:00  | Paradise, Nevada      | Estréia no UFC. |
| Derrota | 3-1     | Seth Petruzelli   | Nocaute Técnico (socos) | EliteXC - Heat                            | 04/10/2008 | 1     | 0:14  | Sunrise, Florida      | |
| Vitória | 3-0     | James Thompson    | Nocaute Técnico (socos) | EliteXC - Primetime                       | 21/05/2008 | 3     | 0:38  | Newark, New Jersey    | |
| Vitória | 2-0     | Tank Abbott       | Nocaute (socos)         | EliteXC - Street Certified                | 16/02/2008 | 1     | 0:43  | Miami, Florida        | |
| Vitória | 1-0     | Bo Cantrell       | Finalização (socos)     | EliteXC - Renegade                        | 10/11/2007 | 1     | 0:19  | Corpus Christi, Texas | Estréia no MMA |

#### Lutas de Exibição
| Cartel no MMA   |           |           |
| 2 lutas         | 1 vitória | 1 derrota |
| Por nocaute     | 0         | 1         |
| Por finalização | 1         | 0         |

| Res. | Cartel | Oponente   | Método                 | Evento                             | Data       | Round | Tempo | Local                                    | Notas                                                |
| ---- | ------ | ---------- | ---------------------- | ---------------------------------- | ---------- | ----- | ----- | ---------------------------------------- | ---------------------------------------------------- |
| Loss | 1–1    | Roy Nelson | TKO (socos)            | The Ultimate Fighter: Heavyweights | 10/06/2009 | 2     | 2:01  | Las Vegas, Nevada, United States         | The Ultimate Fighter: Heavyweights Preliminary round |
| Win  | 1–0    | Ray Mercer | Submissão (guilhotina) | Cage Fury Fighting Championships V | 23/06/2007 | 1     | 1:12  | Atlantic City, New Jersey, United States |                                                      |

#### Lutas Amadoras
| Cartel no MMA |           |           |
| 1 luta        | 1 vitória | 0 derrota |
| Por nocaute   | 1         | 0         |

| Res. | Cartel | Oponente  | Método          | Evento                                 | Data       | Round | Tempo | Local                                | Notas  |
| ---- | ------ | --------- | --------------- | -------------------------------------- | ---------- | ----- | ----- | ------------------------------------ | ------ |
| win  | 1–0    | Jay Ellis | Nocaute (socos) | Xtreme Fighting Organization: Trials 2 | 08/10/2005 | 1     | 0:24  | Crystal Lake, Illinois United States | [ 44 ] |

### Cartel no Boxe
| 7 Vitórias (6 knockouts, 1 decisão), 0 Derrotas, 0 Draws |        |                  |        |             |            |                                                 |                     |
| Res.                                                     | Cartel | Adversário       | Método | Round       | Data       | Local                                           | Nota(s)             |
| Win                                                      | 7–0    | Shane Tilyard    | KO     | 2 (4), 2:05 | 2013-01-30 | Entertainment Centre, Sydney, New South Wales   |                     |
| Win                                                      | 6–0    | Howard Jones     | KO     | 1 (4), 0:57 | 2012-10-06 | Buffalo Run Casino, Miami, Oklahoma             |                     |
| Win                                                      | 5–0    | Jesse Porter     | KO     | 1 (4), 0:36 | 2012-05-12 | Lucky Star Casino, Concho, Oklahoma             |                     |
| Win                                                      | 4–0    | Brian Green      | KO     | 4 (4), 2:57 | 2012-03-24 | O'Reilly Center, Springfield, Missouri          |                     |
| Win                                                      | 3–0    | Charles Hackmann | UD     | 4           | 2011-12-30 | Buffalo Run Casino, Miami, Oklahoma             |                     |
| Win                                                      | 2–0    | Tay Bledsoe      | KO     | 1 (4), 2:17 | 2011-10-15 | Heartland Events Center, Grand Island, Nebraska |                     |
| Win                                                      | 1–0    | James Wade       | KO     | 1 (4), 0:17 | 2011-08-13 | Buffalo Run Casino, Miami, Oklahoma             | Professional debut. |

## Vida pessoal e Curiosidades
- Kimbo era pai de seis filhos, sendo três meninos e três meninas, e vivia com sua família em Miami.
- Havia rumores que Kimbo era ex-presidiário e bissexual, fatos desmentidos por ele próprio.
- Apesar da fama de mau (muito por conta de sua aparência), Kimbo era descrito fora do ringue como uma pessoa “amigável, um gigante gentil e um homem de família dedicado”.[42] Isso pode ser percebido num video publicado pelo Bellator numa promoção de seus eventos, filmado um dos treinos de Kimbo. No vídeo, ele comenta as sessões de treino que ele tem com seu filho autista, Kevlar, além de falar de suas raízes e cotidiano nas ruas de Miami. A equipe de filmagem ainda acompanhou Kimbo em um jantar com seus filhos e o captou se divertindo de maneira inocente, mas sem deixar a indumentaria “gangsta” de lado.[46]

## Filmografia
| Ano  | Título                                   | Mídia                 | Papel      |
| ---- | ---------------------------------------- | --------------------- | ---------- |
| 2008 | Feliz Natal, Drake & Josh                | Programa de Televisão | Bludge     |
| 2009 | Blood and Bone                           | Filme                 | J.C.       |
| 2010 | A Jaula                                  | Filme                 | King       |
| 2010 | Círculo de Dor                           | Filme                 | Reg        |
| 2012 | O Escorpião Rei 3: Batalha pela Redenção | Filme                 | Zulu Kondo |